# Terminal combiné de Champigneulles
Le terminal combiné de Nancy-Champigneulles, ou « terminal multimodal du Val de Lorraine », est un terminal de transport combiné rail-route situé sur le territoire des communes de Champigneulles et Frouard, au nord de Nancy, dans le département de Meurthe-et-Moselle, en région Grand Est.

## Situation ferroviaire
Le terminal combiné de Champigneulles est situé sur la ligne de Noisy-le-Sec à Strasbourg-Ville (dite ligne Paris - Strasbourg), entre les gares de Champigneulles et de Frouard.

## Histoire
Dans le courant des années 1980, la Compagnie nouvelle de conteneurs (CNC) regroupe sur le site de Nancy-Saint-Georges les activités de ses terminaux de transport combiné de Metz et Épinal. En 1987, le Sernam installe à Champigneulles son centre des messageries pour 14 départements de l'est de France. C'est alors qu'émerge l'idée de créer une plate-forme logistique intermodale à Champigneulles, le site étant doté d'un faisceau de triage et proche du port de Nancy-Frouard et de  l'autoroute reliant Nancy à Metz.
La Compagnie nouvelle de conteneurs a quitté la gare Saint-Georges pour le nouveau terminal combiné de Champigneulles le 21 juin 1996. 
Avec la chute du fret ferroviaire et la diminution des activités de la CNC — devenue Naviland Cargo — le terminal n'est plus exploité à partir de 2005.
Le 10 octobre 2013, Réseau ferré de France, propriétaire des installations, confie la gestion et l'exploitation du terminal à la Chambre de commerce et d’industrie de Meurthe-et-Moselle à la suite d'un appel d'offres. Cette démarche est une première en France,.
Le terminal est à nouveau opérationnel depuis février 2014. Il est exploité par la Société d'Exploitation Multimodale de Meurthe-et-Moselle (SE3M) une filiale de la CCI Meurthe-et-Moselle.
La superficie du terminal est de six hectares, il est desservi par cinq trains hebdomadaires vers Fos-sur-Mer et par trois trains hebdomadaires en direction d'Anvers (via Bettembourg) depuis le 15 mai 2017.
La plate-forme conteneurs de Nancyport située un peu plus au nord, mise en service en octobre 2015, permet de créer un espace multimodal rail-route-fluvial.
Une nouvelle ligne vers Rennes sera créée au printemps 2022.

## Service du fret
Le document de référence du réseau ferré national (DRR) 2019 indique que le terminal de Nancy-Champigneulles dispose de 910 mètres de voies ferrées manutentionnables (3 voies) desservies par un portique de manutention et des grues.